# Hospital Dr. José Maria Grande
O Hospital Dr. José Maria Grande, anteriormente denominado Hospital Distrital de Portalegre, é um hospital público do Serviço Nacional de Saúde situado em Portalegre, Portugal. Faz parte da Unidade Local de Saúde do Alto Alentejo. É o hospital de referência para cerca de 92 000 utentes, distribuídos pelos municípios do Distrito de Portalegre. Foi oficialmente inaugurado em 1 de janeiro de 1975, com projeto de arquitetura da autoria de João Vasconcelos Esteves. Tem capacidade de 225 camas hospitalares.